# کارل فرای
کارل فرای (به انگلیسی: Karl Frei) ژیمناست زادهٔ ۸ مارس ۱۹۱۷ میلادی اهل کشور سوئیس است.